# Sallustiusz (patriarcha Jerozolimy)
Salustiusz – czwarty patriarcha Jerozolimy; sprawował urząd w latach 486–493.